# Bolschoi Begitschew
Bolschoi Begitschew (russisch Большой Бегичев „Groß Begitschew“) ist eine 1.763,7 km² große und zu Sibirien bzw. Russland gehörende, unbewohnte Insel der Laptewsee nördlich des asiatischen Festlands. Sie gehört administrativ zum Nationalrajon Anabarski der Republik Sacha (Jakutien) und ist nach dem russischen Polarforscher Nikifor Begitschew (1874–1927) benannt.

## Geographische Lage
Bolschoi Begitschew liegt östlich der Taimyr-Halbinsel am Übergang des Chatangagolfs in die Laptewsee, einem Randmeer des Nordpolarmeers, mit dem südöstlich der Insel gelegenen Anabargolf. Die Insel befindet sich zwischen zwei Meerengen, welche den Chatangagolf mit der Laptewsee verbinden: die nördliche ist die Sewerny-Meerenge, die nach Nordosten vorbei an der Preobraschenije-Insel in die Laptewsee führt, und die südliche ist die Wostotschny-Meerenge, die auch zur Laptewsee mit dem Anabargolf über leitet. Am westlichen Beginn beider Meerengen liegt etwa 7 km westlich der Inselwestküste im Chatangagolf die kleine und auch unbewohnte Nachbarinsel Maly Begitschew.
Die Insel ist etwa 50 km lang und bis zu 40 km breit; ihre Küstenlinie ist 194,5 km lang. Ihr Flachland im Westen ist geprägt von mit vielen kleinen Seen und Teichen durchsetzter Tundra; der Rest der Insel ist hügelig und erreicht maximal 198 m Höhe.